# Gare de Doullens
La gare de Doullens est une ancienne gare ferroviaire française, située non loin du centre-ville de la commune de Doullens (sous-préfecture jusqu'en 1926), dans le département de la Somme, en région Hauts-de-France.
Elle est mise en service en 1874 par la Compagnie de Frévent à Gamaches, avant d'être fermée vers la fin du XXe siècle par la Société nationale des chemins de fer français (SNCF) ; son emprise a depuis laissé place à un centre commercial.
Avec deux lignes (à écartement standard) du réseau national et une ligne secondaire (à écartement métrique) départementale, elle constituait un nœud ferroviaire local. Ainsi, elle était la plus importante des gares intermédiaires de la ligne de Saint-Roch à Frévent.

## Situation ferroviaire
Établie à 62 mètres d'altitude, la gare de Doullens est située au point kilométrique (PK) 43,263 de la ligne de Saint-Roch à Frévent (à voie unique et normale ; déclassée sur la section concernée), entre les gares fermées de Gézaincourt-Halte et de Grouches-Luchuel. Gare de bifurcation, elle est l'origine de la ligne de Doullens à Arras (aussi à voie unique et normale ; en grande partie déclassée), où elle précède la gare fermée d'Authieule.
En outre, Doullens était l'aboutissement, au PK 42,348, de la ligne d'Albert à Doullens (à voie unique et métrique ; chemin de fer secondaire totalement déclassé et déferré), en étant également située après la gare fermée de Gézaincourt-Halte. En effet, cette ligne était en tronc commun avec celle de Saint-Roch à Frévent, entre les deux gares précitées,.

## Histoire
La gare est mise en service au printemps 1874, lors de l'ouverture de la section de Canaples à Doullens de la ligne Gamaches – Frévent, par la Compagnie du chemin de fer d'intérêt local de Frévent à Gamaches. Le prolongement jusqu'à Frévent s'effectue en deux phases successives : à l'été 1874 jusque Bouquemaison, puis en mai 1876 au-delà. Dès cette dernière date, Doullens est également reliée à Arras via Achicourt par une ligne concédée à la Compagnie des chemins de fer du Nord, qui reprend dans les années 1880 la ligne vers Canaples et Gamaches (celle-ci est alors reclassée dans le réseau d'intérêt général). En outre, une ligne entre Canaples et Amiens est ouverte le 15 octobre 1877, permettant ainsi d'atteindre la préfecture samarienne depuis Doullens.
Pour des raisons stratégiques, l'axe Amiens – Frévent, traversant la gare, est temporairement mis à double voie lors de la Première Guerre mondiale.
Le 1er janvier 1938, la SNCF devient propriétaire de l'ensemble de ces infrastructures. Cette dernière suspend le trafic voyageurs en novembre de la même année,, ; il est cependant rétabli pendant la Seconde Guerre mondiale (du 1er septembre 1940 au 5 mai 1941 vers Canaples et Amiens ainsi qu'Arras, puis de cette date à 1944 vers Frévent), pour être finalement supprimé,,,.
En parallèle, la gare est le terminus de la ligne d'Albert à Doullens des Chemins de fer départementaux de la Somme (concédés à la Société générale des chemins de fer économiques), mise en service en trois phases (le 15 novembre 1888 jusqu'à Beauval, puis le 14 février 1889 de Beauval à Beauquesne, ensuite le 3 août 1891 de cette dernière à Albert). Ce chemin de fer secondaire est fermé à tous trafics le 1er juillet 1949, sur la section comprise entre Acheux - Varennes et Doullens ; la voie est déposée durant les années 1950.
En 1960, la gare dispose de voies de garage et dessert plusieurs embranchements particuliers.
Dans les années 1960 et 1970, la voie vers Frévent est d'abord déposée après Bouquemaison, puis jusqu'à Doullens. De même, c'est dans cette dernière décennie que la ligne vers Arras est déferrée. La gare devient ainsi un cul-de-sac, alors qu'elle était un important nœud ferroviaire local.
Après un maintien en trafic fret uniquement,, la section de ligne comprise entre l'Espace Industriel Nord d'Amiens et Doullens est totalement fermée dans les années 2000. Sa dernière utilisation notable est intervenue le 4 juin 1991 : des essais de circulation (avec rebroussement en gare de Doullens), d'une lourde rame de 2 200 tonnes (26 wagons-trémie chargés de ballast, tractés par deux UM 3 de locomotives BB 62400) s'y sont déroulés, car son profil en long est similaire à celui de la LGV Nord, où cette composition allait circuler dans le cadre de la construction de cette dernière.

## Patrimoine ferroviaire
Les installations de la gare ont toutes été démolies vers les années 1990 et 2000 (le bâtiment voyageurs n'existait plus en 1991). En 2008, seul subsistait un bâtiment annexe, qui semble alors être utilisé comme habitation.
À la fin de 2009, l'ensemble de l'emprise ferroviaire (dont ledit bâtiment annexe, alors rasé) est remplacé par la zone commerciale de l'Authie (comprenant l'enseigne Intermarché notamment),. L'emplacement de la place de la Gare et du bâtiment voyageurs est à cette occasion devenu un carrefour giratoire, marquant l'accès principal au parking de ce centre commercial.

## Service des voyageurs
Doullens est, de fait, fermée à tout trafic ferroviaire.
Néanmoins, le réseau d'autocars « Trans'80 » dessert la ville ; il permet d'atteindre la gare routière d'Amiens (voisine de sa gare ferroviaire), par le biais des lignes 722 et 723, ainsi que la gare d'Abbeville, grâce à la ligne 726. En outre, les lignes 402 et 435 du réseau « Oscar » permettent d'atteindre respectivement les gares d'Arras et de Saint-Pol-sur-Ternoise.